# Емі Локейн
Емі Роуз Локейн (англ. Amy Rose Locane; нар. 19 грудня 1971, Трентон, Нью-Джерсі, США) — американська акторка, знана завдяки ролі в музичній комедії Джона Вотерса 1990 року «Плаксій». 1992 року зіграла Сенді Гарлінг у першому сезоні мильної опери «Район Мелроуз». З'явилася у фільмі «Шкільні зв'язки» 1992 року разом із Меттом Деймоном і Бренданом Фрейзером.
У вересні 2020 року почала відбувати восьмирічне ув'язнення за смертельну ДТП, яка сталася 2010 року. Раніше отримала три роки позбавлення волі, з яких провела за ґратами два з половиною. Засуджена повторно через м'якість першого вироку.

## Раннє життя та кар'єра
Народилася в Трентоні, штат Нью-Джерсі, і закінчила Академію Вілли Вікторії. До 12 років знялася у більш ніж 60 рекламних роликах, а потім отримала регулярну роль у ситкомі «Спенсер» (1984).
1989 року дебютувала на великому екрані в незалежному підлітковому драматичному фільмі «Загублені ангели» з Адамом Горовіцем у головній ролі. Наступного року виконала головну роль разом з Джонні Деппом у романтичній комедії Джона Вотерса «Плаксій». Фільм зазнав комерційного провалу, але згодом став культовою класикою. Двічі зіграла дівчину Брендана Фрейзера у фільмах «Шкільні зв'язки» (1992) і «Пустоголові» (1994).
1992 року була частиною оригінального складу мильної опери Fox «Район Мелроуз», але залишила проєкт після 13 епізодів. У драмі 1994 року «Блакитне небо» зіграла доньку Джесіки Ленґ. У фільмі 1996 року «Віднесені» зіграла молоду коханку Денніса Гоппера. У 1997 році з'явилася разом з Беном Аффлеком і Роуз Макгавен у фільмі «Подорожні» та з Джаредом Лето у байопіку «Префонтейн». 1998 року знялася у чорній комедії «У наркотичних хвилях» і фантастичному горрорі «Легенда Брема Стокера». Повернулася на телебачення, знявшись у різдвяному фільмі «Ебенезер» разом з Джеком Пелансом. Серед її пізніших робіт — «Пограбування» (2001) і «Секретарка» (2002).

## Особисте життя
2006 року заручилася з бізнесменом Марком Бовенізером і згодом припинила зніматися в кіно. Час від часу грала в місцевому громадському театрі поблизу їхнього будинку в Гоупвеллі, штат Нью-Джерсі, і знялася у двох восьмихвилинних короткометражних фільмах 2009 року. Мають двох доньок 2007 та 2009 р.н.

### ДТП
27 червня 2010 року о 21:05 потрапила в автомобільну аварію зі смертельними наслідками в Монтгомері, Нью-Джерсі. Локейн їхала зі швидкістю 53 милі за годину (85 км/год) дорогою з дозволеною швидкістю 35-миль-за-годину (56 км/год) і швидко наблизилася до автомобіля під кермуванням Фреда Сімана, який рухався зі швидкістю 3 милі за годину (4,8 км/год). При здійсненні повороту Сіманом Локрейн врізалась в автомобіль. Внаслідок аварії загинула дружина Сімана, 60-річна Гелен.
Після аварії перевірка показала, що рівень алкоголю в крові Локейна становив 0,23 проміле, що майже втричі перевищує ліміт, встановлений законом. У грудні 2010 року її звинуватили у вбивстві з обтяжуючими обставинами. 27 листопада 2012 року суд присяжних округу Сомерсет визнав її винною. 14 лютого 2013 року засудили до трьох років ув'язнення. Локейн відбувала покарання у виправній колонії для жінок у Юніон Тауншип. 12 червня 2015 року умовно-достроково звільнена. Наприкінці 2015 року її чоловік подав на розлучення та на опіку над їхніми двома дочками.
22 липня 2016 року апеляційний суд штату Нью-Джерсі ухвалив перегляд вироку. Після перевірки суддя Рід у вересні 2016 року заявив, що помилився у рішенні, і Локрейн повинна відсидіти додаткові шість місяців. 13 січня 2017 року Рід вирішив, що Локейн не повинна повертатися до в'язниці, заявивши, що її поведінка після звільнення свідчить про відсутність загрози для суспільства. Говорячи пізніше про аварію та жертв, Локейн сказала, що Гелен Сіман «назавжди залишиться в її думках». У лютому 2019 року Локейн повторно засуджена до п'яти років ув'язнення, але залишалася на свободі під заставу до розгляду апеляції.
22 липня 2020 року апеляційний суд постановив, що вирок Локейн 2019 року неправильний і справу повернули на новий розгляд. Винесене рішення відхилило аргумент Локейн про подвійну небезпеку.
17 вересня 2020 року засуджена до восьми років ув'язнення після того, як суддя погодився з прокурором, що початковий вирок був занадто м'яким. За законом штату Нью-Джерсі Локейн має відбути шість років за ґратами, щоб отримати право на умовно-дострокове звільнення. 2022 року програла федеральну апеляцію на скорочення терміну ув'язнення штату. Строк відбуває у виправній колонії для жінок у Юніон Тауншип.

## Фільмографія
| Рік       |    | Українська назва      | Оригінальна назва                 | Роль                   |
| --------- | -- | --------------------- | --------------------------------- | ---------------------- |
| 1984—1985 | с  | Спенсер               | Spencer                           | Андреа Вінгер          |
| 1985      | с  | Молоді специ          | Young People's Specials           | Карен                  |
| 1985      | с  | Спеціальне частування | Special Treat                     | Бріджит Фроммер        |
| 1988      | с  |                       | Hothouse                          | Ненсі                  |
| 1989      | ф  | Загублені ангели      | Lost Angels                       | Шеріл Андерсон         |
| 1990      | ф  | Плаксій               | Cry-Baby                          | Елісон Вернон-Вілльямс |
| 1991      | ф  | Жодних секретів       | No Secrets                        | Дженніфер              |
| 1992      | ф  | Шкільні зв'язки       | School Ties                       | Саллі Віллер           |
| 1992      | с  | Район Мелроуз         | Melrose Place                     | Сенді Луїза Гарлінг    |
| 1994      | ф  | Пустоголові           | Airheads                          | Кайла                  |
| 1994      | ф  | Блакитне небо         | Blue Sky                          | Алекс Маршалл          |
| 1995      | ф  | Бандитські душі       | Criminal Hearts                   | Келі                   |
| 1996      | ф  | Віднесені             | Carried Away                      | Кетрін Вілер           |
| 1997      | ф  | Подорожні             | Going All the Way                 | Портер                 |
| 1997      | ф  | Префонтейн            | Prefontaine                       | Ненсі Оллемен          |
| 1997      | ф  | Дівчина для боса      | The Girl Gets Moe                 | Бет                    |
| 1997      | тф | Кінець літа           | End of Summer                     | Еліс                   |
| 1998      | тф | Ебенезер              | Ebenezer                          | Еріка Марлоу           |
| 1998      | тф | Маршрут 9             | Route 9                           | Саллі Хоган            |
| 1998      | ф  | У наркотичних хвилях  | Bongwater                         | Дженніфер              |
| 1998      | ф  | Легенда Брема Стокера | Bram Stoker's Legend of the Mummy | Маргарет               |
| 1999      | ф  | Шантаж                | Implicated                        | Енн Кемпбелл           |
| 1999      | с  | Дотик ангела          | Touched by an Angel               | Стелла                 |
| 2001      | ф  | Пограбування          | The Heist                         | Люсі                   |
| 2002      | ф  | Секретарка            | Secretary                         | сестра Лі              |
| 2002      | ф  | Погана карма          | Bad Karma                         | Карлі Кемпбелл         |
| 2003      | тф | Таємнича жінка        | Mystery Woman                     | Трейсі Стеннінг        |
| 2005      | тф | Іншопланетний експрес | Alien Express                     | Розі Голден            |
| 2005      | ф  |                       | Throttle                          | Моллі Вівер            |
| 2009      | кф | Відвідини             | Visiting                          | Джулія                 |
| 2009      | кф | Кава                  | Coffee                            | Сара                   |
| 2020      | ф  | Зарази                | Cooties                           | Крістін                |